# Mariene ecoregio Nieuw-Caledonië
De Mariene ecoregio Nieuw-Caledonië (149) (Engels: New Caledonia marine ecoregion) is een biogeografische regio en ligt in het zuidwesten van de Grote Oceaan in de Mariene provincie Tropische Zuidwestelijke Stille Oceaan (35) in het Marien rijk Centrale Indo-Pacific. De mariene ecoregio is vastgesteld door het World Wide Fund for Nature en The Nature Conservancy en is vernoemd naar Nieuw-Caledonië.
In het oosten grenst het gebied aan de mariene ecoregio Vanuatu (148), in het zuiden aan de mariene ecoregio Lord Howe-eiland en Norfolk (151) en in het westen aan de mariene ecoregio Koraalzee (150).

## Geografie
De mariene ecoregio ligt in het zuidwesten van de Grote Oceaan rond de eilandengroep van Nieuw-Caledonië, een Frans overzees gebiedsdeel. Het gebied ligt in de Koraalzee en strekt zich uit van de wateren rond de Chesterfieldeilanden in het noordwesten tot aan Île des Pins in het zuidoosten en omvat onder andere de kusten van Nieuw-Caledonië.
Door het gebied stroomt de Pacifische Zuidequatoriale stroom, onderdeel van de Zuid-Pacifische gyre.

## Biogeografie
Het gebied kent zeeleven dat houdt van tropische temperaturen.